# Lalinie Gopal
Lalinie Gopal is een Surinaams politicus. Zij was minister van Sport- en Jeugdzaken van 2018 tot 2020 en opnieuw vanaf 2025.

## Biografie
Gopal deed haar studie aan de Anton de Kom Universiteit in Paramaribo en studeerde hier af als Bachelor of Science. Hierna vervolgde ze haar studie aan de FHR School of Governance dat eveneens in Paramaribo is gevestigd. Hier rondde ze haar studie af met een master in bestuurskunde. Na haar studie ging ze aan het werk voor het ministerie van Sport- en Jeugdzaken.
Tijdens een van de reshuffles van president Bouterse trad ze op 4 april 2018 toe tot zijn kabinet als minister van Sport- en Jeugdzaken.
In 2018 verbrak zij het directe contact met leden van het Nationale Jeugdparlement (NJP). Door de voortslepende impasse tussen het ministerie en het NJP liep Suriname de voorzittersrol van een jaar bij de jongeren van de Caricom mis.
Tijdens de verkiezingen van 2025 stond zij op nummer 21 van de lijst van de NDP. Op 16 juli 2025 trad zij opnieuw aan als minister van Sport- en Jeugdzaken.